# Синмартін (комуна, Біхор)
Синмартін (рум. Sânmartin) — комуна у повіті Біхор в Румунії. До складу комуни входять такі села (дані про населення за 2002 рік):
- Бетфія (474 особи)
- Кордеу (1334 особи)
- Ронтеу (956 осіб)
- Синмартін (2650 осіб) — адміністративний центр комуни
- Хаєу (898 осіб)
- Чихей (949 осіб)

Комуна розташована на відстані 428 км на північний захід від Бухареста, 8 км на південний схід від Ораді, 126 км на захід від Клуж-Напоки, 149 км на північ від Тімішоари.

## Населення
За даними перепису населення 2002 року у комуні проживали 7924 особи.
Національний склад населення комуни:
| Національність | Кількість осіб | Відсоток |
| -------------- | -------------- | -------- |
| румуни         | 6821           | 86,1%    |
| цигани         | 698            | 8,8%     |
| угорці         | 375            | 4,7%     |
| німці          | 12             | 0,2%     |
| словаки        | 7              | 0,1%     |
| італійці       | 4              | 0,1%     |
| турки          | 2              | < 0,1%   |
| українці       | 1              | < 0,1%   |

Рідною мовою назвали:
| Мова       | Кількість осіб | Відсоток |
| ---------- | -------------- | -------- |
| румунська  | 6906           | 87,2%    |
| циганська  | 615            | 7,8%     |
| угорська   | 378            | 4,8%     |
| німецька   | 7              | 0,1%     |
| словацька  | 7              | 0,1%     |
| італійська | 5              | 0,1%     |
| турецька   | 2              | < 0,1%   |
| українська | 1              | < 0,1%   |
| сербська   | 1              | < 0,1%   |

Склад населення комуни за віросповіданням:
| Релігія                                       | Кількість осіб | Відсоток |
| --------------------------------------------- | -------------- | -------- |
| православні                                   | 6347           | 80,1%    |
| п'ятдесятники                                 | 567            | 7,2%     |
| баптисти                                      | 355            | 4,5%     |
| римо-католики                                 | 205            | 2,6%     |
| греко-католики                                | 195            | 2,5%     |
| реформати                                     | 172            | 2,2%     |
| адвентисти                                    | 12             | 0,2%     |
| не релігійні                                  | 9              | 0,1%     |
| мусульмани                                    | 8              | 0,1%     |
| бретрени                                      | 6              | 0,1%     |
| унітарії                                      | 5              | 0,1%     |
| лютерани (Синодально-пресвітеріанська церква) | 3              | < 0,1%   |
| атеїсти                                       | 3              | < 0,1%   |
| лютерани                                      | 2              | < 0,1%   |
| лютерани (Аугсбурзького сповідання)           | 1              | < 0,1%   |
| не вказали релігію                            | 6              | 0,1%     |

## Зовнішні посилання
- Дані про комуну Синмартін на сайті Ghidul Primăriilor [Архівовано 8 лютого 2009 у Wayback Machine.]